# KK Motorsport
KK Motorsport – chiński zespół wyścigowy startujący głównie w wyścigach samochodów turystycznych. W hostorii startów ekipa pojawiała się w stawce Malaysia MME Racing, Intercontinental Le Mans Cup, Grand Prix Makau oraz World Touring Car Championship. Siedziba zespołu znajduje się w Hongkongu.